# Dirphia aurora
Dirphia aurora är en fjärilsart som beskrevs av Vuillot. 1893. Dirphia aurora ingår i släktet Dirphia och familjen påfågelsspinnare. Inga underarter finns listade i Catalogue of Life.